# The Allisons
The Allisons foi um duo britânico, constituída por:
- Bob Day (nome real: Bernard Colin Day, 2 de fevereiro de 1941, Trowbridge, Wiltshire - 25 de novembro de 2013)
- John Alford (nome real Brian Henry John Alford, 31 de dezembro de 1939, Londres[1] - novembro de 2023)

Foram comercializados como sendo irmãos (embora não o sendo), usando o mesmo apelido de Allison.
The Allisons representaram o Reino Unido no Festival Eurovisão da Canção 1961 com a canção "Are You Sure?". Eles terminaram em segundo lugar com 24 pontos. A canção foi lançada como single pela gravadora/editora Fontana Records e asubou ao n.º 1 no UK NME Contudo, o chart revela que a canção esteve seis semanas em n.º 2 e depois três semanas como n.º 4. "Are You Sure" vendeu mais um milhão de cópias, tendo sido disco de ouro. Apesar de o duo ter tido mais uns sucessos, o fa(c)to é que a banda de dissolveu em 1963.

## Discografia
- "Are You Sure" - (1961) - UK - #2
- "Words" - (1961) - #34
- "Lessons In Love" - (1962) - #30